# Clostera albidior
Clostera albidior är en fjärilsart som beskrevs av Pfitzner 1901. Clostera albidior ingår i släktet Clostera och familjen tandspinnare. Inga underarter finns listade i Catalogue of Life.